# Tour de Utah 2016
La 12.ª edición de la competición ciclista Tour de Utah (oficialmente: Larry H. Miller Tour of Utah) se celebró en Estados Unidos entre el 2 y el 7 de agosto de 2016 sobre un recorrido de 1131,2 kilómetros dividido en 7 etapas, con inicio en el Parque nacional Zion y final en la ciudad de Park City.
La prueba hizo parte del UCI America Tour 2016 dentro de la categoría 2.HC (máxima categoría de estos circuitos).
La carrera fue ganada por el corredor Lachlan Morton del equipo Jelly Belly-Maxxis, en segundo lugar Adrien Costa (Axeon Hagens Berman) y en tercer lugar Andrew Talansky (Cannondale-Drapac).

## Equipos participantes
Tomaron parte en la carrera 16 equipos: 4 de categoría UCI ProTeam invitados por la organización; 5 de categoría Profesional Continental; y 7 de categoría Continental. Formando así un pelotón de 120 ciclistas de los que acabaron 91. Los equipos participantes fueron:
| WorldTeams (4)- BMC Racing Team - Cannondale-Drapac - IAM Cycling - Trek-Segafredo Equipos continentales profesionales (5)- Fortuneo-Vital Concept - Nippo-Vini Fantini - Team Novo Nordisk - ONE Pro Cycling - UnitedHealthcare Equipos continentales (7)- Axeon-Hagens Berman - Holowesko-Citadel-Hincapie Sportswear - Jamis - Jelly Belly-Maxxis - Lupus Racing - Rally Cycling - Silber |
| |

## Etapas
El Tour de Utah dispuso de siete etapas para un recorrido total de 1131,2 kilómetros.
| Etapa     | Fecha    | Recorrido                         | type                   | Distancia (km) | Ganador         | Líder           |
| --------- | -------- | --------------------------------- | ---------------------- | -------------- | --------------- | --------------- |
| 1.ª etapa | 1 de ago | Parque nacional Zion – Cedar City | etapa escarpada        | 134,2          | Kris Dahl       | Kris Dahl       |
| 2.ª etapa | 2 de ago | Escalante – Torrey                | etapa escarpada        | 160            | Robin Carpenter | Robin Carpenter |
| 3.ª etapa | 3 de ago | Richfield – Payson                | etapa de media montaña | 191            | Lachlan Morton  | Lachlan Morton  |
| 4.ª etapa | 4 de ago | Lehi – Kearns                     | etapa escarpada        | 154            | Travis McCabe   | Lachlan Morton  |
| 5.ª etapa | 5 de ago | Isla Antílope – Bountiful         | etapa de media montaña | 183            | Kiel Reijnen    | Lachlan Morton  |
| 6.ª etapa | 6 de ago | Salt Lake City – Snowbird         | etapa de montaña       | 184            | Andrew Talansky | Andrew Talansky |
| 7.ª etapa | 7 de ago | Park City – Park City             | etapa de media montaña | 125            | Lachlan Morton  | Lachlan Morton  |

### Etapa 1
| \| Clasificación de la etapa \| Clasificación de la etapa \| Clasificación de la etapa \| Clasificación de la etapa \| Clasificación de la etapa \| \| Ciclista \| Ciclista \| Equipo \| Tiempo \| \| \| ------------------------- \| ------------------------- \| ------------------------------------- \| ------------------------- \| ------------------------- \| \| 1.º \| Kris Dahl \| Silber Pro Cycling \| 3 h 07 min 19 s \| \| \| 2.º \| Colin Joyce \| Axeon-Hagens Berman \| + 0 s \| \| \| 3.º \| Rick Zabel \| BMC Racing Team \| + 0 s \| \| \| 4.º \| Travis McCabe \| Holowesko-Citadel-Hincapie Sportswear \| + 0 s \| \| \| 5.º \| Logan Owen \| Axeon-Hagens Berman \| + 0 s \| \| \| 6.º \| Travis McCabe \| Holowesko-Citadel-Hincapie Sportswear \| + 10 s \| \| \| 7.º \| Logan Owen \| Axeon-Hagens Berman \| + 10 s \| \| \| 8.º \| Ulises Castillo \| Jelly Belly-Maxxis \| + 10 s \| \| \| 9.º \| David Tanner \| IAM Cycling \| + 10 s \| \| \| 10.º \| Kévin Ledanois \| Fortuneo-Vital Concept \| + 10 s \| \| |                 |                                       |                 |
| |                 |                                       |                 |
| Fuente: ProCyclingStats |                 |                                       |                 |
| Clasificación de la etapa |                 |                                       |                 |
| Ciclista | Ciclista        | Equipo                                | Tiempo          |
| 1.º | Kris Dahl       | Silber Pro Cycling                    | 3 h 07 min 19 s |
| 2.º | Colin Joyce     | Axeon-Hagens Berman                   | + 0 s           |
| 3.º | Rick Zabel      | BMC Racing Team                       | + 0 s           |
| 4.º | Travis McCabe   | Holowesko-Citadel-Hincapie Sportswear | + 0 s           |
| 5.º | Logan Owen      | Axeon-Hagens Berman                   | + 0 s           |
| 6.º | Travis McCabe   | Holowesko-Citadel-Hincapie Sportswear | + 10 s          |
| 7.º | Logan Owen      | Axeon-Hagens Berman                   | + 10 s          |
| 8.º | Ulises Castillo | Jelly Belly-Maxxis                    | + 10 s          |
| 9.º | David Tanner    | IAM Cycling                           | + 10 s          |
| 10.º | Kévin Ledanois  | Fortuneo-Vital Concept                | + 10 s          |

| \| Clasificación general \| Clasificación general \| Clasificación general \| Clasificación general \| Clasificación general \| \| Ciclista \| Ciclista \| Equipo \| Tiempo \| \| \| --------------------- \| --------------------- \| ---------------------- \| --------------------- \| --------------------- \| \| 1.º \| Kris Dahl \| Silber Pro Cycling \| 3 h 07 min 09 s \| \| \| 2.º \| Colin Joyce \| Axeon-Hagens Berman \| + 4 s \| \| \| 3.º \| Rick Zabel \| BMC Racing Team \| + 6 s \| \| \| 4.º \| Simon Pellaud \| IAM Cycling \| + 7 s \| \| \| 5.º \| Matteo Dal-Cin \| Silber Pro Cycling \| + 8 s \| \| \| 6.º \| Ulises Castillo \| Jelly Belly-Maxxis \| + 0 s \| \| \| 7.º \| David Tanner \| IAM Cycling \| + 0 s \| \| \| 8.º \| Kévin Ledanois \| Fortuneo-Vital Concept \| + 0 s \| \| \| 9.º \| Pierrick Naud \| Rally Cycling \| + 0 s \| \| \| 10.º \| Tanner Putt \| UnitedHealthcare \| + 0 s \| \| |                 |                        |                 |
| |                 |                        |                 |
| Fuente: ProCyclingStats |                 |                        |                 |
| Clasificación general |                 |                        |                 |
| Ciclista | Ciclista        | Equipo                 | Tiempo          |
| 1.º | Kris Dahl       | Silber Pro Cycling     | 3 h 07 min 09 s |
| 2.º | Colin Joyce     | Axeon-Hagens Berman    | + 4 s           |
| 3.º | Rick Zabel      | BMC Racing Team        | + 6 s           |
| 4.º | Simon Pellaud   | IAM Cycling            | + 7 s           |
| 5.º | Matteo Dal-Cin  | Silber Pro Cycling     | + 8 s           |
| 6.º | Ulises Castillo | Jelly Belly-Maxxis     | + 0 s           |
| 7.º | David Tanner    | IAM Cycling            | + 0 s           |
| 8.º | Kévin Ledanois  | Fortuneo-Vital Concept | + 0 s           |
| 9.º | Pierrick Naud   | Rally Cycling          | + 0 s           |
| 10.º | Tanner Putt     | UnitedHealthcare       | + 0 s           |

### Etapa 2
| \| Clasificación de la etapa \| Clasificación de la etapa \| Clasificación de la etapa \| Clasificación de la etapa \| Clasificación de la etapa \| \| Ciclista \| Ciclista \| Equipo \| Tiempo \| \| \| ------------------------- \| ------------------------- \| ------------------------------------- \| ------------------------- \| ------------------------- \| \| 1.º \| Robin Carpenter \| Holowesko-Citadel-Hincapie Sportswear \| 3 h 56 min 48 s \| \| \| 2.º \| Rubén Companioni \| Jamis \| + 6 s \| \| \| 3.º \| Travis McCabe \| Holowesko-Citadel-Hincapie Sportswear \| + 2 min 07 s \| \| \| 4.º \| Kiel Reijnen \| Trek-Segafredo \| + 2 min 07 s \| \| \| 5.º \| David Tanner \| IAM Cycling \| + 2 min 07 s \| \| \| 6.º \| Rick Zabel \| BMC Racing Team \| + 2 min 07 s \| \| \| 7.º \| Marco Canola \| UnitedHealthcare \| + 2 min 07 s \| \| \| 8.º \| Logan Owen \| Axeon-Hagens Berman \| + 2 min 07 s \| \| \| 9.º \| Colin Joyce \| Axeon-Hagens Berman \| + 2 min 07 s \| \| \| 10.º \| Iuri Filosi \| Nippo-Vini Fantini \| + 2 min 07 s \| \| |                  |                                       |                 |
| |                  |                                       |                 |
| Fuente: ProCyclingStats |                  |                                       |                 |
| Clasificación de la etapa |                  |                                       |                 |
| Ciclista | Ciclista         | Equipo                                | Tiempo          |
| 1.º | Robin Carpenter  | Holowesko-Citadel-Hincapie Sportswear | 3 h 56 min 48 s |
| 2.º | Rubén Companioni | Jamis                                 | + 6 s           |
| 3.º | Travis McCabe    | Holowesko-Citadel-Hincapie Sportswear | + 2 min 07 s    |
| 4.º | Kiel Reijnen     | Trek-Segafredo                        | + 2 min 07 s    |
| 5.º | David Tanner     | IAM Cycling                           | + 2 min 07 s    |
| 6.º | Rick Zabel       | BMC Racing Team                       | + 2 min 07 s    |
| 7.º | Marco Canola     | UnitedHealthcare                      | + 2 min 07 s    |
| 8.º | Logan Owen       | Axeon-Hagens Berman                   | + 2 min 07 s    |
| 9.º | Colin Joyce      | Axeon-Hagens Berman                   | + 2 min 07 s    |
| 10.º | Iuri Filosi      | Nippo-Vini Fantini                    | + 2 min 07 s    |

| \| Clasificación general \| Clasificación general \| Clasificación general \| Clasificación general \| Clasificación general \| \| Ciclista \| Ciclista \| Equipo \| Tiempo \| \| \| --------------------- \| --------------------- \| ------------------------------------- \| --------------------- \| --------------------- \| \| 1.º \| Robin Carpenter \| Holowesko-Citadel-Hincapie Sportswear \| 7 h 03 min 51 s \| \| \| 2.º \| Rubén Companioni \| Jamis \| + 12 s \| \| \| 3.º \| Kris Dahl \| Silber Pro Cycling \| + 2 min 12 s \| \| \| 4.º \| Colin Joyce \| Axeon-Hagens Berman \| + 2 min 17 s \| \| \| 5.º \| Travis McCabe \| Holowesko-Citadel-Hincapie Sportswear \| + 2 min 19 s \| \| \| 6.º \| Rick Zabel \| BMC Racing Team \| + 2 min 19 s \| \| \| 7.º \| Simon Pellaud \| IAM Cycling \| + 2 min 20 s \| \| \| 8.º \| Evan Huffman \| Rally Cycling \| + 2 min 22 s \| \| \| 9.º \| David Tanner \| IAM Cycling \| + 2 min 23 s \| \| \| 10.º \| Logan Owen \| Axeon-Hagens Berman \| + 2 min 23 s \| \| |                  |                                       |                 |
| |                  |                                       |                 |
| Fuente: ProCyclingStats |                  |                                       |                 |
| Clasificación general |                  |                                       |                 |
| Ciclista | Ciclista         | Equipo                                | Tiempo          |
| 1.º | Robin Carpenter  | Holowesko-Citadel-Hincapie Sportswear | 7 h 03 min 51 s |
| 2.º | Rubén Companioni | Jamis                                 | + 12 s          |
| 3.º | Kris Dahl        | Silber Pro Cycling                    | + 2 min 12 s    |
| 4.º | Colin Joyce      | Axeon-Hagens Berman                   | + 2 min 17 s    |
| 5.º | Travis McCabe    | Holowesko-Citadel-Hincapie Sportswear | + 2 min 19 s    |
| 6.º | Rick Zabel       | BMC Racing Team                       | + 2 min 19 s    |
| 7.º | Simon Pellaud    | IAM Cycling                           | + 2 min 20 s    |
| 8.º | Evan Huffman     | Rally Cycling                         | + 2 min 22 s    |
| 9.º | David Tanner     | IAM Cycling                           | + 2 min 23 s    |
| 10.º | Logan Owen       | Axeon-Hagens Berman                   | + 2 min 23 s    |

### Etapa 3
| \| Clasificación de la etapa \| Clasificación de la etapa \| Clasificación de la etapa \| Clasificación de la etapa \| Clasificación de la etapa \| \| Ciclista \| Ciclista \| Equipo \| Tiempo \| \| \| ------------------------- \| ------------------------- \| ------------------------------------- \| ------------------------- \| ------------------------- \| \| 1.º \| Lachlan Morton \| Jelly Belly-Maxxis \| 4 h 24 min 49 s \| \| \| 2.º \| Adrien Costa \| Axeon-Hagens Berman \| + 3 s \| \| \| 3.º \| Andrew Talansky \| Cannondale-Drapac \| + 4 s \| \| \| 4.º \| Joey Rosskopf \| BMC Racing Team \| + 1 min 22 s \| \| \| 5.º \| Rob Britton \| Rally Cycling \| + 1 min 22 s \| \| \| 6.º \| Darwin Atapuma \| BMC Racing Team \| + 1 min 22 s \| \| \| 7.º \| Taylor Eisenhart \| BMC Racing Team \| + 1 min 24 s \| \| \| 8.º \| Kiel Reijnen \| Trek-Segafredo \| + 3 min 57 s \| \| \| 9.º \| Robin Carpenter \| Holowesko-Citadel-Hincapie Sportswear \| + 3 min 57 s \| \| \| 10.º \| Jonathan Clarke \| UnitedHealthcare \| + 3 min 57 s \| \| |                  |                                       |                 |
| |                  |                                       |                 |
| Fuente: ProCyclingStats |                  |                                       |                 |
| Clasificación de la etapa |                  |                                       |                 |
| Ciclista | Ciclista         | Equipo                                | Tiempo          |
| 1.º | Lachlan Morton   | Jelly Belly-Maxxis                    | 4 h 24 min 49 s |
| 2.º | Adrien Costa     | Axeon-Hagens Berman                   | + 3 s           |
| 3.º | Andrew Talansky  | Cannondale-Drapac                     | + 4 s           |
| 4.º | Joey Rosskopf    | BMC Racing Team                       | + 1 min 22 s    |
| 5.º | Rob Britton      | Rally Cycling                         | + 1 min 22 s    |
| 6.º | Darwin Atapuma   | BMC Racing Team                       | + 1 min 22 s    |
| 7.º | Taylor Eisenhart | BMC Racing Team                       | + 1 min 24 s    |
| 8.º | Kiel Reijnen     | Trek-Segafredo                        | + 3 min 57 s    |
| 9.º | Robin Carpenter  | Holowesko-Citadel-Hincapie Sportswear | + 3 min 57 s    |
| 10.º | Jonathan Clarke  | UnitedHealthcare                      | + 3 min 57 s    |

| \| Clasificación general \| Clasificación general \| Clasificación general \| Clasificación general \| Clasificación general \| \| Ciclista \| Ciclista \| Equipo \| Tiempo \| \| \| --------------------- \| --------------------- \| ------------------------------------- \| --------------------- \| --------------------- \| \| 1.º \| Lachlan Morton \| Jelly Belly-Maxxis \| 11 h 30 min 53 s \| \| \| 2.º \| Adrien Costa \| Axeon-Hagens Berman \| + 7 s \| \| \| 3.º \| Andrew Talansky \| Cannondale-Drapac \| + 9 s \| \| \| 4.º \| Darwin Atapuma \| BMC Racing Team \| + 1 min 32 s \| \| \| 5.º \| Joey Rosskopf \| BMC Racing Team \| + 1 min 32 s \| \| \| 6.º \| Rob Britton \| Rally Cycling \| + 1 min 32 s \| \| \| 7.º \| Taylor Eisenhart \| BMC Racing Team \| + 1 min 34 s \| \| \| 8.º \| Robin Carpenter \| Holowesko-Citadel-Hincapie Sportswear \| + 1 min 44 s \| \| \| 9.º \| Neilson Powless \| Axeon-Hagens Berman \| + 4 min 07 s \| \| \| 10.º \| Tao Geoghegan Hart \| Axeon-Hagens Berman \| + 4 min 07 s \| \| |                    |                                       |                  |
| |                    |                                       |                  |
| Fuente: ProCyclingStats |                    |                                       |                  |
| Clasificación general |                    |                                       |                  |
| Ciclista | Ciclista           | Equipo                                | Tiempo           |
| 1.º | Lachlan Morton     | Jelly Belly-Maxxis                    | 11 h 30 min 53 s |
| 2.º | Adrien Costa       | Axeon-Hagens Berman                   | + 7 s            |
| 3.º | Andrew Talansky    | Cannondale-Drapac                     | + 9 s            |
| 4.º | Darwin Atapuma     | BMC Racing Team                       | + 1 min 32 s     |
| 5.º | Joey Rosskopf      | BMC Racing Team                       | + 1 min 32 s     |
| 6.º | Rob Britton        | Rally Cycling                         | + 1 min 32 s     |
| 7.º | Taylor Eisenhart   | BMC Racing Team                       | + 1 min 34 s     |
| 8.º | Robin Carpenter    | Holowesko-Citadel-Hincapie Sportswear | + 1 min 44 s     |
| 9.º | Neilson Powless    | Axeon-Hagens Berman                   | + 4 min 07 s     |
| 10.º | Tao Geoghegan Hart | Axeon-Hagens Berman                   | + 4 min 07 s     |

### Etapa 4
| \| Clasificación de la etapa \| Clasificación de la etapa \| Clasificación de la etapa \| Clasificación de la etapa \| Clasificación de la etapa \| \| Ciclista \| Ciclista \| Equipo \| Tiempo \| \| \| ------------------------- \| ------------------------- \| ------------------------------------- \| ------------------------- \| ------------------------- \| \| 1.º \| Travis McCabe \| Holowesko-Citadel-Hincapie Sportswear \| 3 h 23 min 47 s \| \| \| 2.º \| Kiel Reijnen \| Trek-Segafredo \| + 0 s \| \| \| 3.º \| Lucas Sebastián Haedo \| Jamis \| + 0 s \| \| \| 4.º \| Marco Canola \| UnitedHealthcare \| + 0 s \| \| \| 5.º \| Eric Young \| Rally Cycling \| + 0 s \| \| \| 6.º \| Colin Joyce \| Axeon-Hagens Berman \| + 0 s \| \| \| 7.º \| Daniel Jaramillo \| UnitedHealthcare \| + 0 s \| \| \| 8.º \| Jacob Rathe \| Jelly Belly-Maxxis \| + 0 s \| \| \| 9.º \| Rick Zabel \| BMC Racing Team \| + 0 s \| \| \| 10.º \| Jonathan Dibben \| Team Wiggins \| + 0 s \| \| |                       |                                       |                 |
| |                       |                                       |                 |
| Fuente: ProCyclingStats |                       |                                       |                 |
| Clasificación de la etapa |                       |                                       |                 |
| Ciclista | Ciclista              | Equipo                                | Tiempo          |
| 1.º | Travis McCabe         | Holowesko-Citadel-Hincapie Sportswear | 3 h 23 min 47 s |
| 2.º | Kiel Reijnen          | Trek-Segafredo                        | + 0 s           |
| 3.º | Lucas Sebastián Haedo | Jamis                                 | + 0 s           |
| 4.º | Marco Canola          | UnitedHealthcare                      | + 0 s           |
| 5.º | Eric Young            | Rally Cycling                         | + 0 s           |
| 6.º | Colin Joyce           | Axeon-Hagens Berman                   | + 0 s           |
| 7.º | Daniel Jaramillo      | UnitedHealthcare                      | + 0 s           |
| 8.º | Jacob Rathe           | Jelly Belly-Maxxis                    | + 0 s           |
| 9.º | Rick Zabel            | BMC Racing Team                       | + 0 s           |
| 10.º | Jonathan Dibben       | Team Wiggins                          | + 0 s           |

| \| Clasificación general \| Clasificación general \| Clasificación general \| Clasificación general \| Clasificación general \| \| Ciclista \| Ciclista \| Equipo \| Tiempo \| \| \| --------------------- \| --------------------- \| ------------------------------------- \| --------------------- \| --------------------- \| \| 1.º \| Lachlan Morton \| Jelly Belly-Maxxis \| 14 h 54 min 40 s \| \| \| 2.º \| Adrien Costa \| Axeon-Hagens Berman \| + 7 s \| \| \| 3.º \| Andrew Talansky \| Cannondale-Drapac \| + 9 s \| \| \| 4.º \| Darwin Atapuma \| BMC Racing Team \| + 1 min 32 s \| \| \| 5.º \| Joey Rosskopf \| BMC Racing Team \| + 1 min 32 s \| \| \| 6.º \| Rob Britton \| Rally Cycling \| + 1 min 32 s \| \| \| 7.º \| Taylor Eisenhart \| BMC Racing Team \| + 1 min 34 s \| \| \| 8.º \| Robin Carpenter \| Holowesko-Citadel-Hincapie Sportswear \| + 1 min 44 s \| \| \| 9.º \| Kiel Reijnen \| Trek-Segafredo \| + 4 min 01 s \| \| \| 10.º \| Neilson Powless \| Axeon-Hagens Berman \| + 4 min 07 s \| \| |                  |                                       |                  |
| |                  |                                       |                  |
| Fuente: ProCyclingStats |                  |                                       |                  |
| Clasificación general |                  |                                       |                  |
| Ciclista | Ciclista         | Equipo                                | Tiempo           |
| 1.º | Lachlan Morton   | Jelly Belly-Maxxis                    | 14 h 54 min 40 s |
| 2.º | Adrien Costa     | Axeon-Hagens Berman                   | + 7 s            |
| 3.º | Andrew Talansky  | Cannondale-Drapac                     | + 9 s            |
| 4.º | Darwin Atapuma   | BMC Racing Team                       | + 1 min 32 s     |
| 5.º | Joey Rosskopf    | BMC Racing Team                       | + 1 min 32 s     |
| 6.º | Rob Britton      | Rally Cycling                         | + 1 min 32 s     |
| 7.º | Taylor Eisenhart | BMC Racing Team                       | + 1 min 34 s     |
| 8.º | Robin Carpenter  | Holowesko-Citadel-Hincapie Sportswear | + 1 min 44 s     |
| 9.º | Kiel Reijnen     | Trek-Segafredo                        | + 4 min 01 s     |
| 10.º | Neilson Powless  | Axeon-Hagens Berman                   | + 4 min 07 s     |

### Etapa 5
| \| Clasificación de la etapa \| Clasificación de la etapa \| Clasificación de la etapa \| Clasificación de la etapa \| Clasificación de la etapa \| \| Ciclista \| Ciclista \| Equipo \| Tiempo \| \| \| ------------------------- \| ------------------------- \| ------------------------- \| ------------------------- \| ------------------------- \| \| 1.º \| Kiel Reijnen \| Trek-Segafredo \| 4 h 22 min 38 s \| \| \| 2.º \| Tao Geoghegan Hart \| Axeon-Hagens Berman \| + 0 s \| \| \| 3.º \| Alex Howes \| Cannondale-Drapac \| + 0 s \| \| \| 4.º \| Andrew Talansky \| Cannondale-Drapac \| + 0 s \| \| \| 5.º \| Daniel Jaramillo \| UnitedHealthcare \| + 0 s \| \| \| 6.º \| Joey Rosskopf \| BMC Racing Team \| + 0 s \| \| \| 7.º \| Dylan Teuns \| BMC Racing Team \| + 0 s \| \| \| 8.º \| Javier Mejías \| Team Novo Nordisk \| + 0 s \| \| \| 9.º \| Rob Britton \| Rally Cycling \| + 0 s \| \| \| 10.º \| Damiano Cunego \| Nippo-Vini Fantini \| + 0 s \| \| |                    |                     |                 |
| |                    |                     |                 |
| Fuente: ProCyclingStats |                    |                     |                 |
| Clasificación de la etapa |                    |                     |                 |
| Ciclista | Ciclista           | Equipo              | Tiempo          |
| 1.º | Kiel Reijnen       | Trek-Segafredo      | 4 h 22 min 38 s |
| 2.º | Tao Geoghegan Hart | Axeon-Hagens Berman | + 0 s           |
| 3.º | Alex Howes         | Cannondale-Drapac   | + 0 s           |
| 4.º | Andrew Talansky    | Cannondale-Drapac   | + 0 s           |
| 5.º | Daniel Jaramillo   | UnitedHealthcare    | + 0 s           |
| 6.º | Joey Rosskopf      | BMC Racing Team     | + 0 s           |
| 7.º | Dylan Teuns        | BMC Racing Team     | + 0 s           |
| 8.º | Javier Mejías      | Team Novo Nordisk   | + 0 s           |
| 9.º | Rob Britton        | Rally Cycling       | + 0 s           |
| 10.º | Damiano Cunego     | Nippo-Vini Fantini  | + 0 s           |

| \| Clasificación general \| Clasificación general \| Clasificación general \| Clasificación general \| Clasificación general \| \| Ciclista \| Ciclista \| Equipo \| Tiempo \| \| \| --------------------- \| --------------------- \| ------------------------------------- \| --------------------- \| --------------------- \| \| 1.º \| Lachlan Morton \| Jelly Belly-Maxxis \| 19 h 17 min 18 s \| \| \| 2.º \| Andrew Talansky \| Cannondale-Drapac \| + 9 s \| \| \| 3.º \| Adrien Costa \| Axeon-Hagens Berman \| + 34 s \| \| \| 4.º \| Joey Rosskopf \| BMC Racing Team \| + 1 min 32 s \| \| \| 5.º \| Darwin Atapuma \| BMC Racing Team \| + 1 min 32 s \| \| \| 6.º \| Rob Britton \| Rally Cycling \| + 1 min 32 s \| \| \| 7.º \| Taylor Eisenhart \| BMC Racing Team \| + 1 min 34 s \| \| \| 8.º \| Robin Carpenter \| Holowesko-Citadel-Hincapie Sportswear \| + 2 min 11 s \| \| \| 9.º \| Kiel Reijnen \| Trek-Segafredo \| + 3 min 51 s \| \| \| 10.º \| Tao Geoghegan Hart \| Axeon-Hagens Berman \| + 4 min 01 s \| \| |                    |                                       |                  |
| |                    |                                       |                  |
| Fuente: ProCyclingStats |                    |                                       |                  |
| Clasificación general |                    |                                       |                  |
| Ciclista | Ciclista           | Equipo                                | Tiempo           |
| 1.º | Lachlan Morton     | Jelly Belly-Maxxis                    | 19 h 17 min 18 s |
| 2.º | Andrew Talansky    | Cannondale-Drapac                     | + 9 s            |
| 3.º | Adrien Costa       | Axeon-Hagens Berman                   | + 34 s           |
| 4.º | Joey Rosskopf      | BMC Racing Team                       | + 1 min 32 s     |
| 5.º | Darwin Atapuma     | BMC Racing Team                       | + 1 min 32 s     |
| 6.º | Rob Britton        | Rally Cycling                         | + 1 min 32 s     |
| 7.º | Taylor Eisenhart   | BMC Racing Team                       | + 1 min 34 s     |
| 8.º | Robin Carpenter    | Holowesko-Citadel-Hincapie Sportswear | + 2 min 11 s     |
| 9.º | Kiel Reijnen       | Trek-Segafredo                        | + 3 min 51 s     |
| 10.º | Tao Geoghegan Hart | Axeon-Hagens Berman                   | + 4 min 01 s     |

### Etapa 6
| \| Clasificación de la etapa \| Clasificación de la etapa \| Clasificación de la etapa \| Clasificación de la etapa \| Clasificación de la etapa \| \| Ciclista \| Ciclista \| Equipo \| Tiempo \| \| \| ------------------------- \| ------------------------- \| ------------------------------------- \| ------------------------- \| ------------------------- \| \| 1.º \| Andrew Talansky \| Cannondale-Drapac \| 4 h 47 min 03 s \| \| \| 2.º \| Darwin Atapuma \| BMC Racing Team \| + 0 s \| \| \| 3.º \| Adrien Costa \| Axeon-Hagens Berman \| + 31 s \| \| \| 4.º \| Lachlan Morton \| Jelly Belly-Maxxis \| + 31 s \| \| \| 5.º \| Rob Britton \| Rally Cycling \| + 46 s \| \| \| 6.º \| Robbie Squire \| Holowesko-Citadel-Hincapie Sportswear \| + 1 min 01 s \| \| \| 7.º \| Joey Rosskopf \| BMC Racing Team \| + 1 min 12 s \| \| \| 8.º \| Riccardo Zoidl \| Trek-Segafredo \| + 1 min 22 s \| \| \| 9.º \| Laurent Didier \| Trek-Segafredo \| + 1 min 37 s \| \| \| 10.º \| Taylor Eisenhart \| BMC Racing Team \| + 1 min 37 s \| \| |                  |                                       |                 |
| |                  |                                       |                 |
| Fuente: ProCyclingStats |                  |                                       |                 |
| Clasificación de la etapa |                  |                                       |                 |
| Ciclista | Ciclista         | Equipo                                | Tiempo          |
| 1.º | Andrew Talansky  | Cannondale-Drapac                     | 4 h 47 min 03 s |
| 2.º | Darwin Atapuma   | BMC Racing Team                       | + 0 s           |
| 3.º | Adrien Costa     | Axeon-Hagens Berman                   | + 31 s          |
| 4.º | Lachlan Morton   | Jelly Belly-Maxxis                    | + 31 s          |
| 5.º | Rob Britton      | Rally Cycling                         | + 46 s          |
| 6.º | Robbie Squire    | Holowesko-Citadel-Hincapie Sportswear | + 1 min 01 s    |
| 7.º | Joey Rosskopf    | BMC Racing Team                       | + 1 min 12 s    |
| 8.º | Riccardo Zoidl   | Trek-Segafredo                        | + 1 min 22 s    |
| 9.º | Laurent Didier   | Trek-Segafredo                        | + 1 min 37 s    |
| 10.º | Taylor Eisenhart | BMC Racing Team                       | + 1 min 37 s    |

| \| Clasificación general \| Clasificación general \| Clasificación general \| Clasificación general \| Clasificación general \| \| Ciclista \| Ciclista \| Equipo \| Tiempo \| \| \| --------------------- \| --------------------- \| ------------------------------------- \| --------------------- \| --------------------- \| \| 1.º \| Andrew Talansky \| Cannondale-Drapac \| 24 h 04 min 30 s \| \| \| 2.º \| Lachlan Morton \| Jelly Belly-Maxxis \| + 22 s \| \| \| 3.º \| Adrien Costa \| Axeon-Hagens Berman \| + 56 s \| \| \| 4.º \| Darwin Atapuma \| BMC Racing Team \| + 1 min 23 s \| \| \| 5.º \| Rob Britton \| Rally Cycling \| + 2 min 09 s \| \| \| 6.º \| Joey Rosskopf \| BMC Racing Team \| + 2 min 35 s \| \| \| 7.º \| Taylor Eisenhart \| BMC Racing Team \| + 3 min 02 s \| \| \| 8.º \| Robbie Squire \| Holowesko-Citadel-Hincapie Sportswear \| + 4 min 59 s \| \| \| 9.º \| Joe Dombrowski \| Cannondale-Drapac \| + 5 min 35 s \| \| \| 10.º \| Laurent Didier \| Trek-Segafredo \| + 5 min 35 s \| \| |                  |                                       |                  |
| |                  |                                       |                  |
| Fuente: ProCyclingStats |                  |                                       |                  |
| Clasificación general |                  |                                       |                  |
| Ciclista | Ciclista         | Equipo                                | Tiempo           |
| 1.º | Andrew Talansky  | Cannondale-Drapac                     | 24 h 04 min 30 s |
| 2.º | Lachlan Morton   | Jelly Belly-Maxxis                    | + 22 s           |
| 3.º | Adrien Costa     | Axeon-Hagens Berman                   | + 56 s           |
| 4.º | Darwin Atapuma   | BMC Racing Team                       | + 1 min 23 s     |
| 5.º | Rob Britton      | Rally Cycling                         | + 2 min 09 s     |
| 6.º | Joey Rosskopf    | BMC Racing Team                       | + 2 min 35 s     |
| 7.º | Taylor Eisenhart | BMC Racing Team                       | + 3 min 02 s     |
| 8.º | Robbie Squire    | Holowesko-Citadel-Hincapie Sportswear | + 4 min 59 s     |
| 9.º | Joe Dombrowski   | Cannondale-Drapac                     | + 5 min 35 s     |
| 10.º | Laurent Didier   | Trek-Segafredo                        | + 5 min 35 s     |

### Etapa 7
| \| Clasificación de la etapa \| Clasificación de la etapa \| Clasificación de la etapa \| Clasificación de la etapa \| Clasificación de la etapa \| \| Ciclista \| Ciclista \| Equipo \| Tiempo \| \| \| ------------------------- \| ------------------------- \| ------------------------- \| ------------------------- \| ------------------------- \| \| 1.º \| Lachlan Morton \| Jelly Belly-Maxxis \| 3 h 08 min 07 s \| \| \| 2.º \| Adrien Costa \| Axeon-Hagens Berman \| + 31 s \| \| \| 3.º \| Darwin Atapuma \| BMC Racing Team \| + 50 s \| \| \| 4.º \| Andrew Talansky \| Cannondale-Drapac \| + 1 min 51 s \| \| \| 5.º \| Joe Dombrowski \| Cannondale-Drapac \| + 1 min 53 s \| \| \| 6.º \| Rob Britton \| Rally Cycling \| + 2 min 03 s \| \| \| 7.º \| Manuel Senni \| BMC Racing Team \| + 2 min 35 s \| \| \| 8.º \| Laurent Didier \| Trek-Segafredo \| + 3 min 15 s \| \| \| 9.º \| Joey Rosskopf \| BMC Racing Team \| + 3 min 36 s \| \| \| 10.º \| Alberto Bettiol \| Cannondale-Drapac \| + 3 min 49 s \| \| |                 |                     |                 |
| |                 |                     |                 |
| Fuente: ProCyclingStats |                 |                     |                 |
| Clasificación de la etapa |                 |                     |                 |
| Ciclista | Ciclista        | Equipo              | Tiempo          |
| 1.º | Lachlan Morton  | Jelly Belly-Maxxis  | 3 h 08 min 07 s |
| 2.º | Adrien Costa    | Axeon-Hagens Berman | + 31 s          |
| 3.º | Darwin Atapuma  | BMC Racing Team     | + 50 s          |
| 4.º | Andrew Talansky | Cannondale-Drapac   | + 1 min 51 s    |
| 5.º | Joe Dombrowski  | Cannondale-Drapac   | + 1 min 53 s    |
| 6.º | Rob Britton     | Rally Cycling       | + 2 min 03 s    |
| 7.º | Manuel Senni    | BMC Racing Team     | + 2 min 35 s    |
| 8.º | Laurent Didier  | Trek-Segafredo      | + 3 min 15 s    |
| 9.º | Joey Rosskopf   | BMC Racing Team     | + 3 min 36 s    |
| 10.º | Alberto Bettiol | Cannondale-Drapac   | + 3 min 49 s    |

## Clasificaciones finales
- Las clasificaciones finalizaron de la siguiente forma:[4]

### Clasificación general
| \| Clasificación general \| Clasificación general \| Clasificación general \| Clasificación general \| Clasificación general \| \| Ciclista \| Ciclista \| Equipo \| Tiempo \| \| \| --------------------- \| --------------------- \| ------------------------------------- \| --------------------- \| --------------------- \| \| 1.º \| Lachlan Morton \| Jelly Belly-Maxxis \| 27 h 12 min 49 s \| \| \| 2.º \| Adrien Costa \| Axeon-Hagens Berman \| + 1 min 09 s \| \| \| 3.º \| Andrew Talansky \| Cannondale-Drapac \| + 1 min 39 s \| \| \| 4.º \| Darwin Atapuma \| BMC Racing Team \| + 1 min 57 s \| \| \| 5.º \| Rob Britton \| Rally Cycling \| + 4 min 00 s \| \| \| 6.º \| Joey Rosskopf \| BMC Racing Team \| + 5 min 59 s \| \| \| 7.º \| Taylor Eisenhart \| BMC Racing Team \| + 6 min 52 s \| \| \| 8.º \| Joe Dombrowski \| Cannondale-Drapac \| + 7 min 16 s \| \| \| 9.º \| Robbie Squire \| Holowesko-Citadel-Hincapie Sportswear \| + 8 min 38 s \| \| \| 10.º \| Laurent Didier \| Trek-Segafredo \| + 8 min 38 s \| \| |                  |                                       |                  |
| |                  |                                       |                  |
| Fuente: ProCyclingStats |                  |                                       |                  |
| Clasificación general |                  |                                       |                  |
| Ciclista | Ciclista         | Equipo                                | Tiempo           |
| 1.º | Lachlan Morton   | Jelly Belly-Maxxis                    | 27 h 12 min 49 s |
| 2.º | Adrien Costa     | Axeon-Hagens Berman                   | + 1 min 09 s     |
| 3.º | Andrew Talansky  | Cannondale-Drapac                     | + 1 min 39 s     |
| 4.º | Darwin Atapuma   | BMC Racing Team                       | + 1 min 57 s     |
| 5.º | Rob Britton      | Rally Cycling                         | + 4 min 00 s     |
| 6.º | Joey Rosskopf    | BMC Racing Team                       | + 5 min 59 s     |
| 7.º | Taylor Eisenhart | BMC Racing Team                       | + 6 min 52 s     |
| 8.º | Joe Dombrowski   | Cannondale-Drapac                     | + 7 min 16 s     |
| 9.º | Robbie Squire    | Holowesko-Citadel-Hincapie Sportswear | + 8 min 38 s     |
| 10.º | Laurent Didier   | Trek-Segafredo                        | + 8 min 38 s     |

### Clasificación por puntos
| Clasificación por puntos | Clasificación por puntos | Clasificación por puntos              | Clasificación por puntos | Clasificación por puntos |
| Ciclista                 | Ciclista                 | Equipo                                | Puntos                   |                          |
| ------------------------ | ------------------------ | ------------------------------------- | ------------------------ | ------------------------ |
| 1.º                      | Kiel Reijnen             | Trek-Segafredo                        | 45 pts                   |                          |
| 2.º                      | Robin Carpenter          | Holowesko-Citadel-Hincapie Sportswear | 37 pts                   |                          |
| 3.º                      | Travis McCabe            | Holowesko-Citadel-Hincapie Sportswear | 37 pts                   |                          |
| 4.º                      | Lachlan Morton           | Jelly Belly-Maxxis                    | 30 pts                   |                          |
| 5.º                      | Andrew Talansky          | Cannondale-Drapac                     | 24 pts                   |                          |
| 6.º                      | Simon Pellaud            | IAM Cycling                           | 24 pts                   |                          |
| 7.º                      | Adrien Costa             | Axeon-Hagens Berman                   | 24 pts                   |                          |
| 8.º                      | Rick Zabel               | BMC Racing Team                       | 21 pts                   |                          |
| 9.º                      | Colin Joyce              | Axeon-Hagens Berman                   | 19 pts                   |                          |
| 10.º                     | Rubén Companioni         | Jamis                                 | 18 pts                   |                          |

### Clasificación de la montaña
| Clasificación de la montaña | Clasificación de la montaña | Clasificación de la montaña | Clasificación de la montaña | Clasificación de la montaña |
| Ciclista                    | Ciclista                    | Equipo                      | Puntos                      |                             |
| --------------------------- | --------------------------- | --------------------------- | --------------------------- | --------------------------- |
| 1.º                         | Adrien Costa                | Axeon-Hagens Berman         | 36 pts                      |                             |
| 2.º                         | Andrew Talansky             | Cannondale-Drapac           | 27 pts                      |                             |
| 3.º                         | Lachlan Morton              | Jelly Belly-Maxxis          | 26 pts                      |                             |
| 4.º                         | Daniel Eaton                | UnitedHealthcare            | 26 pts                      |                             |
| 5.º                         | Darwin Atapuma              | BMC Racing Team             | 26 pts                      |                             |
| 6.º                         | Daniel Jaramillo            | UnitedHealthcare            | 24 pts                      |                             |
| 7.º                         | Rob Britton                 | Rally Cycling               | 17 pts                      |                             |
| 8.º                         | Joey Rosskopf               | BMC Racing Team             | 15 pts                      |                             |
| 9.º                         | Alexander Cataford          | Silber Pro Cycling          | 14 pts                      |                             |
| 10.º                        | Brayan Sánchez              | Jamis                       | 13 pts                      |                             |

### Clasificación de los jóvenes
| Clasificación del mejor joven | Clasificación del mejor joven | Clasificación del mejor joven | Clasificación del mejor joven | Clasificación del mejor joven |
| Ciclista                      | Ciclista                      | Equipo                        | Tiempo                        |                               |
| ----------------------------- | ----------------------------- | ----------------------------- | ----------------------------- | ----------------------------- |
| 1.º                           | Adrien Costa                  | Axeon-Hagens Berman           | 27 h 13 min 58 s              |                               |
| 2.º                           | Taylor Eisenhart              | BMC Racing Team               | + 5 min 43 s                  |                               |
| 3.º                           | Tao Geoghegan Hart            | Axeon-Hagens Berman           | + 9 min 27 s                  |                               |
| 4.º                           | Edward Dunbar                 | Axeon-Hagens Berman           | + 16 min 37 s                 |                               |
| 5.º                           | Hayden McCormick              | ONE Pro Cycling               | + 20 min 18 s                 |                               |
| 6.º                           | David Drouin                  | Silber Pro Cycling            | + 33 min 10 s                 |                               |
| 7.º                           | Neilson Powless               | Axeon-Hagens Berman           | + 37 min 40 s                 |                               |
| 8.º                           | Brayan Sánchez                | Jamis                         | + 47 min 19 s                 |                               |
| 9.º                           | Élie Gesbert                  | Fortuneo-Vital Concept        | + 49 min 59 s                 |                               |
| 10.º                          | Logan Owen                    | Axeon-Hagens Berman           | + 57 min 02 s                 |                               |

### Clasificación por equipos
| Clasificación por equipos | Clasificación por equipos             | Clasificación por equipos | Clasificación por equipos |
| Equipo                    | Equipo                                | Tiempo                    |                           |
| ------------------------- | ------------------------------------- | ------------------------- | ------------------------- |
| 1.º                       | BMC Racing Team                       | 81 h 51 min 52 s          |                           |
| 2.º                       | Cannondale-Drapac                     | + 12 min 26 s             |                           |
| 3.º                       | Axeon-Hagens Berman                   | + 14 min 25 s             |                           |
| 4.º                       | Trek-Segafredo                        | + 19 min 39 s             |                           |
| 5.º                       | UnitedHealthcare                      | + 31 min 22 s             |                           |
| 6.º                       | Lupus Racing                          | + 39 min 49 s             |                           |
| 7.º                       | Fortuneo-Vital Concept                | + 1 h 14 min 46 s         |                           |
| 8.º                       | Holowesko-Citadel-Hincapie Sportswear | + 1 h 15 min 07 s         |                           |
| 9.º                       | Jelly Belly-Maxxis                    | + 1 h 18 min 17 s         |                           |
| 10.º                      | Rally Cycling                         | + 1 h 32 min 08 s         |                           |

## Evolución de las clasificaciones
| Etapa (Vencedor)            | Clasificación general | Clasificación por puntos | Clasificación de la montaña | Clasificación de los jóvenes | Clasificación por equipos |
| --------------------------- | --------------------- | ------------------------ | --------------------------- | ---------------------------- | ------------------------- |
| 1.ª etapa (Kris Dahl)       | Kris Dahl             | Kris Dahl                | Daniel Jaramillo            | Colin Joyce                  | Axeon Hagens Berman       |
| 2.ª etapa (Robin Carpenter) | Robin Carpenter       | Robin Carpenter          | Matteo Dal-Cin              | Colin Joyce                  | Holowesko Citadel         |
| 3.ª etapa (Lachlan Morton)  | Lachlan Morton        | Robin Carpenter          | Adrien Costa                | Adrien Costa                 | BMC Racing Team           |
| 4.ª etapa (Travis McCabe)   | Lachlan Morton        | Travis McCabe            | Adrien Costa                | Adrien Costa                 | BMC Racing Team           |
| 5.ª etapa (Kiel Reijnen)    | Lachlan Morton        | Kiel Reijnen             | Daniel Jaramillo            | Adrien Costa                 | BMC Racing Team           |
| 6.ª etapa (Andrew Talansky) | Andrew Talansky       | Kiel Reijnen             | Adrien Costa                | Adrien Costa                 | BMC Racing Team           |
| 7.ª etapa (Lachlan Morton)  | Lachlan Morton        | Kiel Reijnen             | Adrien Costa                | Adrien Costa                 | BMC Racing Team           |
| Final                       | Lachlan Morton        | Kiel Reijnen             | Adrien Costa                | Adrien Costa                 | BMC Racing Team           |

## UCI America Tour
El Tour de Utah otorga puntos para el UCI America Tour 2016, para corredores de equipos en las categorías UCI ProTeam, Profesional Continental y Equipos Continentales. La siguiente tabla corresponde al baremo de puntuación:
| Posición   | 1.º | 2.º | 3.º | 4.º | 5.º | 6.º | 7.º | 8.º | 9.º | 10.º | 11.º | 12.º | 13.º | 14.º | 15.º | 16.º-30.º | 31.º-40.º |
| Puntuación | 200 | 150 | 125 | 100 | 85  | 70  | 60  | 50  | 40  | 35   | 30   | 25   | 20   | 15   | 10   | 5         | 3         |

| Posición | Ciclista         | Equipo              | Puntos |
| -------- | ---------------- | ------------------- | ------ |
| 1.º      | Lachlan Morton   | Jelly Belly-Maxxis  | 200    |
| 2.º      | Adrien Costa     | Axeon Hagens Berman | 150    |
| 3.º      | Andrew Talansky  | Cannondale-Drapac   | 125    |
| 4.º      | Darwin Atapuma   | BMC Racing Team     | 100    |
| 5.º      | Rob Britton      | Rally Cycling       | 85     |
| 6.º      | Joey Rosskopf    | BMC Racing Team     | 70     |
| 7.º      | Taylor Eisenhart | BMC Racing Team     | 60     |
| 8.º      | Joe Dombrowski   | Cannondale-Drapac   | 50     |
| 9.º      | Robbie Squire    | Cannondale-Drapac   | 40     |
| 10.º     | Laurent Didier   | Trek-Segafredo      | 35     |

Además, también otorgó puntos para el UCI World Ranking (clasificación global de todas las carreras internacionales).
| Posición              | 1º  | 2º  | 3º  | 4º  | 5º | 6º | 7º | 8º | 9º | 10º |
| Clasificación general | 200 | 150 | 125 | 100 | 85 | 70 | 60 | 50 | 40 | 35  |
| Por etapa             | 20  | 10  | 5   |     |    |    |    |    |    |     |
| Líder                 | 5   |     |     |     |    |    |    |    |    |     |

| Posición | Ciclista         | Equipo              | General | Etapa | Líder | Total |
| -------- | ---------------- | ------------------- | ------- | ----- | ----- | ----- |
| 1.º      | Lachlan Morton   | Jelly Belly-Maxxis  | 200     | 60    | 20    | 280   |
| 2.º      | Adrien Costa     | Axeon Hagens Berman | 150     | 25    | -     | 175   |
| 3.º      | Andrew Talansky  | Cannondale-Drapac   | 125     | 25    | 5     | 155   |
| 4.º      | Darwin Atapuma   | BMC Racing Team     | 100     | 15    | -     | 115   |
| 5.º      | Rob Britton      | Rally Cycling       | 85      | -     | -     | 85    |
| 6.º      | Joey Rosskopf    | BMC Racing Team     | 70      | -     | -     | 70    |
| 7.º      | Taylor Eisenhart | BMC Racing Team     | 60      | -     | -     | 60    |
| 8.º      | Joe Dombrowski   | Cannondale-Drapac   | 50      | -     | -     | 50    |
| 9.º      | Robbie Squire    | Cannondale-Drapac   | 40      | -     | -     | 40    |
| 10.º     | Laurent Didier   | Trek-Segafredo      | 35      | -     | -     | 35    |